# Gekijōban Inazuma Eleven GO - Kyūkyoku no kizuna Gryphon
Gekijōban Inazuma Eleven GO - Kyūkyoku no kizuna Gryphon (劇場版イナズマイレブンGO 究極の絆 グリフォン?, Gekijōban Inazuma Irebun Gō - Kyūkyoku no kizuna Gurifon, letteralmente "Inazuma Eleven GO - Il film - Il legame definitivo Gryphon") è un film d'animazione del 2011 diretto da Yoshikazu Miyao.
Si tratta del secondo film della serie di Inazuma Eleven. È tratto da una parte del quarto videogioco della serie: Inazuma Eleven GO. Il film è uscito in Giappone il 23 dicembre 2011 sia in 2D che in 3D distribuito da Toho, mentre in Italia è inedito.
Questo film è ambientato dopo l'episodio 32 (Il miracolo del vento della rivoluzione) di Inazuma Eleven Go!

## Trama
La Raimon, dopo aver battuto la Kirkwood (Kidokawa Seishū), viene invitata dal Quinto Settore a partecipare ad una gita che la condurrà in un luogo segreto. La squadra accetta e tutti partono, ad eccezione di Adé, Eugene e Michael che rimangono a Inazuma City, su ordine di Riccardo. Durante il viaggio sul pullman viene diffuso gas soporifero e tutti, tranne l'autista, si addormentano. Al risveglio i giocatori si ritrovano in un prato dell'isola Giardino Imperiale, mentre l'allenatore Sharp e le manager sono imprigionate. Riescono tuttavia a fuggire, accecando una guardia con il flash della macchina fotografica di Rosie. Tuttavia durante la fuga la fotocamera le sfugge di mano; Skie tenta di recuperarla e viene catturata nuovamente, mentre gli altri riescono a fuggire. Nel frattempo i giocatori vengono raggiunti da Pinkus Mountbatten e dai suoi seguaci, che li invitano ad una partita contro la squadra Luce Sfavillante (Unlimited Shining, アンリミテッドシャイニング?, Anrimiteddo Shainingu) in un campo all'aperto. La Raimon è schiacciata dall'incredibile potenza del capitano Bailong e la partita termina con una clamorosa disfatta. Allora li raggiungono l'allenatore Evans con i suoi amici Shawn Froste, Nathan Swift, Jack Wallside e Caleb Stonewall; si accampano in una costruzione diroccata. Per potere utilizzare la foresta che la circonda devono tuttavia giocare una partita contro l'Ombra Ancestrale (Ancient Dark, エンシャントダーク?, Enshanto Dāku), capitanata da Tezcat. Nei giorni seguenti i membri della Raimon si allenano duramente sull'isola in vista di una partita contro una nuova squadra nello stadio al centro dell'isola, situato nella Torre Celeste, come annunciato via altoparlante da Pinkus. Il giorno della partita la Raimon scopre che gli sfidanti sono in parte della Luce Sfavillante e parte dell'Ombra Ancestrale, la Zero (ゼロ?, Zero). Skie, precedentemente catturata, assiste alla partita in gabbia. Durante il match giocano anche gli allenatori della Zero, con la scusa di "fare educazione" e per risposta quelli della Raimon, che con un tiro liberano Skie. La partita finisce in parità per 5-5, nessuna delle squadre riesce a prevalere.

## Personaggi

### Personaggi comparsi per la prima volta nel film
I personaggi che per quanto riguarda l'anime hanno fatto la prima comparsa nel film ma già comparsi nel videogioco Inazuma Eleven GO sono le squadre Luce Sfavillante/Unlimited Shining (che compare nella versione Shine del videogioco) ed Ombra Ancestrale/Ancient Dark (che compare nella versione Dark del videogioco), e la squadra Zero, che compare anche nel videogioco Inazuma Eleven GO se si connettono fra loro le versioni Luce e Ombra. Il personaggio di Gus Martin (Masaru Gojō), uno dei creatori di questa squadra, già comparso nel primo videogioco e nella prima serie animata, in questo film (e nel gioco Inazuma Eleven GO) fa la sua prima comparsa nella saga Inazuma Eleven GO.

### Tecniche e Spiriti Guerrieri comparsi per la prima volta nel film
Queste sono le tecniche e gli Spiriti Guerrieri (Keshin) che, per quanto riguarda l'anime, sono comparsi per la prima volta nel film. Essi erano già comparsi nel videogioco Inazuma Eleven GO. A queste si aggiungono le tecniche delle squadre Luce Sfavillante ed Ombra Ancestrale, visibili rispettivamente cliccando qui e qui, e quelle della Zero, visibili cliccando qui.
Spirito Guerriero Super Pegaso Alato (Majin Pegasus Arc, 魔神ペガサスアーク?, Majin Pegasasu Āku, lett. "Diavolo Pegasus Arc") di Arion Sherwind/Tenma Matsukaze
Arion materializza una demone lucente alato simile al Pegaso Alato (Majin Pegasus), ma con le ali bianche e piumate, una criniera rossa, una maggiore muscolatura ed una potenza nettamente superiore. Compare anche nella serie televisiva, in cui viene usato nella semifinale del torneo Cammino Imperiale (Holy Road). È considerato l'evoluzione dello Spirito Guerriero Pegaso Alato, anche se considerati i livelli di evoluzione del Keshin presenti nel gioco Inazuma Eleven GO, esso è uno Spirito Guerriero totalmente diverso; il termine "Arc" è un secondo nome.
Pugno di Pegaso (nome nel videogioco) / Pugno della Giustizia (nome nell'anime Inazuma Eleven GO Chrono Stones) (Justice Wing, ジャスティスウィング?, Jasutisu wingu) di Arion Sherwind/Tenma Matsukaze
Arion la esegue assieme al suo secondo Spirito Guerriero, il Super Pegaso Alato. Arion salta ed il pallone viene avvolto da energia pura. Quando Arion tira, il suo Spirito Guerriero tira una pugno lucente alla palla, che accumula molta più energia, e si dirige in porta accompagnata da un raggio di vento e da delle piume. La tecnica non va confusa con il Pugno di Giustizia (nome originale Seigi no Tekken), tecnica usata da Mark Evans (Mamoru Endō) in Inazuma Eleven 2 e Inazuma Eleven 3.
Spirito Guerriero Spirito degli Animali Grifo (Matei Gryphon, 魔帝グリフォン?, Matei Gurifon, lett. "Imperatore Demoniaco Gryphon") di Arion Sherwind/Tenma Matsukaze, Victor Blade/Kyōsuke Tsurugi e Riccardo Di Rigo/Takuto Shindō
Lo Spirito Guerriero risultato dalla fusione tra il Super Pegaso Alato, il Maestro Spadaccino Lancelot (Kensei Lancelot) ed il Direttore d'Orchestra (Sōsha Maestro).
Arion, Victor e Riccardo uniscono i loro Keshin e danno vita ad un demone splendente di luce dorata, simile ad un grifone, e contornato di energia bruciante immensa. Compare anche nella serie televisiva, in cui viene usato nella semifinale del torneo Cammino Imperiale (Holy Road).
Flamberga (Sword of Fire, ソード・オブ・ファイア?, Sōdo obu faia) di Arion Sherwind/Tenma Matsukaze, Victor Blade/Kyōsuke Tsurugi e Riccardo Di Rigo/Takuto Shindō
Tecnica di tiro con lo Spirito Guerriero fusione Spirito degli Animali Grifo. Arion, Riccardo, Victor e lo Spirito degli Animali Grifo si caricano di grande potenza, poi lo Spirito Guerriero sfodera una grande spada infuocata, e Arion, Riccardo e Victor tirano; il tiro viene potenziato dalla spada dello Spirito degli Animali Grifo, generando una fiammata colossale. Nel gioco è usata solo da Arion.
Mano di Luce V (God Hand V, ゴッドハンドV?, Goddo hando bui) di Mark Evans/Mamoru Endō
Uno dei tre miglioramenti della Mano di Luce (God Hand). Mark porta dietro il corpo la mano (in una posizione simile a quella della Mano del Colosso), poi la riporta in avanti facendo uscire due ali lucenti dalla mano, quindi indietreggia di un passo e posiziona la mano come per dare un pugno e di colpo materializza una Mano di Luce alata, facendola sbattere contro il pallone.
Mani Esperte (Burai Hand, 無頼ハンド?, Burai hando, lett. "Mano Inassistita") di Samguk Han/Taichi Sangoku
Samguk sbatte con forza le mani, generando due possenti mani rosse e nere, che vanno ad afferrare e bloccare il pallone. Con questa tecnica, Samguk neutralizza lo Zero Magnum della Zero.
Nebbia Avvolgente (Deep Mist, ディープミスト?, Dīpu misuto) di Gabriel Garcia/Ranmaru Kirino
Una versione più potente della Cinta di Nebbia (The Mist) con la differenza che è più fitta e che Gabriel ruba la palla in maniera dirompente.
Pioggia di Zolfo (Joker Rains, ジョーカーレインズ?, Jōkā reinzu) di Riccardo Di Rigo/Takuto Shindō e Victor Blade/Kyōsuke Tsurugi
Tecnica di tiro. Riccardo e Victor saltano e sferzano diverse volte coi piedi il pallone, che accumula grande potenza. A questo punto i due colpiscono il pallone con la suola del piede ed esso schizza in porta carico di elettricità nera.
Tripla Minaccia (Evolution, エボリューション?, Eboryūshon) di Arion Sherwind/Tenma Matsukaze, Riccardo Di Rigo/Takuto Shindō e Victor Blade/Kyōsuke Tsurugi
È l'unione delle tecniche Pioggia di Zolfo e Furia del Vento (Mach Wind). Arion, Riccardo e Victor corrono formando una V. Riccardo e Victor saltano e colpiscono il pallone con il tallone (Pioggia di Zolfo), e Arion colpisce la palla a sua volta (Furia del Vento), scaraventandola in porta con grande potenza e violenza.
Dragone Sorgente (Noboriryū, 昇り龍? lett. "Cavalca-Draghi") di Ryoma Nishiki/Ryōma Nishiki
Ryoma evoca un drago dal suolo, che prende in bocca la palla. Quindi Ryoma sale sul drago per dribblare.
Tiro Portentoso (Devil Burst, デビルバースト?, Debiru bāsuto) di Victor Blade/Kyōsuke Tsurugi
Tecnica di tiro. A Victor spuntano due ali di energia oscura dalla schiena, grazie alle quali salta fino a raggiungere il pallone. Poi le ali vengono incanalate nel piede di Victor, che colpisce il pallone scaraventandolo in porta.

## Colonna sonora
Sigla di apertura
Niji o koete ten made todoke! (虹を超えて天までとどけっ!? lett. "Raggiungi il cielo attraversando l'arcobaleno!") dei T-Pistonz+KMC
Insert song
Yume no katamari (夢のかたまり? lett. "Una zolla di sogno") di Sayaka Kitahara (Skie Blue)
Sigla di chiusura
Bokura no rakuen (僕らの楽園? lett. "Il nostro paradiso") dei T-Pistonz+KMC

## Messaggio
Il film è incentrato sul valore del calcio: Arion e i suoi compagni ritengono che esso sia un divertimento. Invece Tezcat pensa che il calcio serva a determinare il valore delle persone e sia un mezzo per proteggere le persone amate. A sostegno di questa sua tesi racconta una leggenda secondo la quale ogni anno in passato sull'isola Giardino Imperiale veniva sacrificata una ragazza determinata da una partita di calcio fra due gruppi. Un giorno un giocatore decise di pagare per ottenere la vittoria ma venne scoperto e pertanto ad essere sacrificata fu, a tavolino, la ragazza della sua squadra. Bailong invece pensa che il calcio sia un modo per ottenere potere e supremazia, il "potere definitivo". Alla fine nonostante la partita fra Raimon e Zero finisca in parità la visione di Arion prevale, con tutti gli spettatori che esultano per la bella partita giocata, mentre Bailong e Tezcat comprendono i loro errori. Il preside Pinkus chiede a Zabel, presente ad assistere, una nuova opportunità per portare a compimento i suoi progetti ma il Grande Imperatore gli risponde che oramai la Rivoluzione è iniziata.

## Curiosità
Il film è tuttora inedito in Italia.
Gli avvenimenti descritti nel film si svolgono in maniera diversa nei giochi: infatti la Raimon può accedere al Giardino Imperiale solo dopo aver battuto la Dragon Link e non in pieno Torneo Cammino Imperiale. Per accedervi bisogna parlare con un ragazzo alla Royal Academy scappato dall'isola e terrorizzato al solo pensiero di tornarci e prendere la nave ormeggiata lungo il Sentiero Zattera; arrivati sull'isola si potranno sfidare la Luce Sfavillante, nel caso si possegga la versione Luce del gioco, o l'Ombra Ancestrale se ad essere posseduta è la versione Ombra. Sono entrambe squadre di livello 60. Dopo averle battute è necessario fare il Segreto ovvero il collegamento con la versione opposta del gioco per poter accedere alla Torre Celeste e sfidare la Zero al livello 65.
Il commentatore della partita Raimon vs Zero è Igou Manabu del Quinto Settore.
Tra gli istruttori seguaci di Pinkus c'è anche l'ex giocatore della Royal Academy Gus Martin. Tuttavia Sharp pare non prenderlo in considerazione, tantomeno gli rivolge la parola.
Victor Blade riconosce per primo il Giardino Imperiale, affermando di esserci già stato per un breve periodo in passato. Infatti conosce Bailong.
Se la Raimon avesse perso la partita contro la Zero i suoi membri sarebbero stati sottoposti ad un allenamento per diventare imperiali; se avesse vinto, i membri della Zero "non avrebbero meritato di vivere".
Arion è uno dei candidati ragazzi ultraevoluti.
Collegamenti con la serie Chrono Stones. Alla fine del film, dopo i titoli di coda, viene mostrato Gyan Cinquedea mentre parla con Alex Zabel dicendo che il Benefattore X gli ha dato un grande sostegno ed in cambio lui deve cercare possibili Ultraevoluti nella sua epoca.